# Vanja Udovičić
Vanja Udovičić (en serbe cyrillique : Вања Удовичић ; né le 12 septembre 1982 à Belgrade) est un joueur de water-polo serbo-monténégrin puis serbe, membre de l'équipe de Serbie de water-polo masculin. Le 2 septembre 2013, il est élu ministre de la Jeunesse et du Sport dans le second gouvernement d'Ivica Dačić et, le 27 avril 2014, il est reconduit dans cette fonction dans le gouvernement d'Aleksandar Vučić,.

## Enfance et études
Vanja Udovičić naît à Belgrade le 12 septembre 1982 et porte alors le prénom de Franjo ; son père, Davor, est un croate originaire d'Istrie et sa mère est d'origine serbe ; son grand-père paternel était italien. Après le divorce de ses parents, il vit avec sa mère à Belgrade et, en 1997, aux lendemains de la Guerre de Croatie, il change son prénom de Franjo en celui de Vanja pour éviter les quolibets de ses camarades pour qui Franjo rappelle Franjo Tuđman qui était président de la Croatie au moment de la guerre.
Udovičić fréquente l'école élémentaire Filip Kljajić Fića, termine ses études secondaires au Onzième lycée de Belgrade puis suit les cours de la Faculté des sciences de l'organisation de l'université de Belgrade, dont il sort diplômé,.

## Carrière politique
En 2013, une crise politique provoque des tensions au sein de la coalition gouvernementale issue des élections législatives serbes de 2012. Ivica Dačić exclut le parti Régions unies de Serbie (URS) de son gouvernement et, notamment, son représentant le plus éminent, président de ce parti et ministre des Finances et de l'Économie, Mlađan Dinkić. Vanja Udovičić est approché et accepte d'entrer dans le second gouvernement Dačić ; le 2 septembre 2013, il est élu ministre de la Jeunesse et du Sport par l'Assemblée nationale de la République de Serbie,.
Malgré ce remaniement, le 29 janvier 2014, le président de la République Tomislav Nikolić, à l'instigation d'Aleksandar Vučić, premier vice-président du gouvernement Dačić et président du Parti progressiste serbe (SNS), dissout l'Assemblée et convoque des élections législatives anticipées pour le 16 mars,. Vanja Udovičić figure en 7e position sur la liste menée par Vučić et nommée « Un avenir dans lequel nous croyons » (en serbe : Budućnost u koju verujemo), qui remporte à elle seule 48,34 % des suffrages, obtenant ainsi 158 députés sur 250 à l'Assemblée nationale. Élu député, Udovičić renonce à son mandat parlementaire le 27 avril 2014, date à laquelle il est réélu ministre de la Jeunesse et du Sport dans le gouvernement Vučić,.